# Partido de los Sombreros

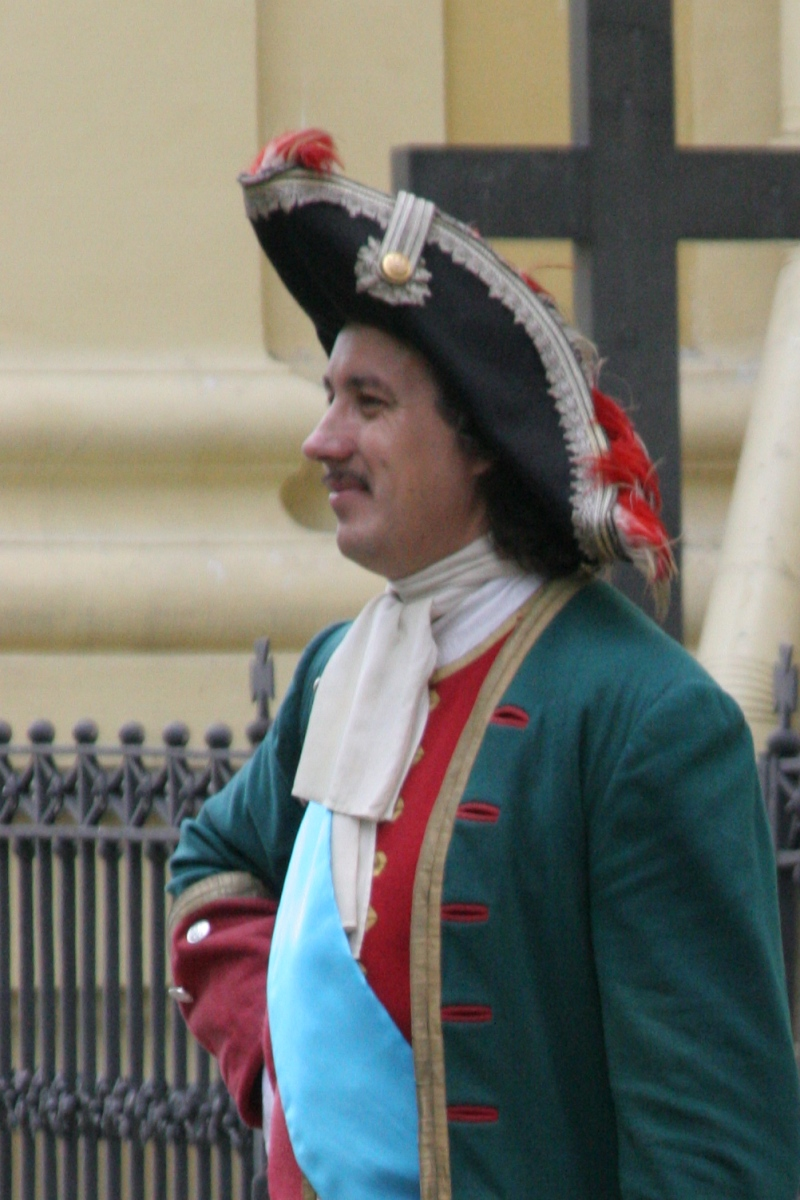
El partido de los sombreros tomó su nombre del tricornio.

El Partido de los sombreros (o simplemente Los Sombreros) (en sueco hattpartiet o hattarna) fue un grupo político sueco del siglo XVIII, que ejerció el poder en el país durante largo tiempo en la llamada Edad de la libertad. El nombre con el que era popularmente conocido hacía referencia al sombrero tricorne utilizado por los militares, en una metáfora que aludía a los sentimientos bélicos que en un principio tuvo el grupo.

## Orígenes
El partido tuvo su origen en la década de 1730, y consistió de una unión entre distintos miembros del entonces Parlamento de los Estados, cuya causa común era la oposición a la política pacifista del canciller Arvid Horn. Entre las fuerzas que lograron coaligarse se hallaban antiguos miembros del disuelto partido de Holstein (partidarios de la candidatura al trono de Carlos Federico de Holstein-Gottorp tras la muerte de Carlos XII). Estos políticos habían presentado en principio oposición al rey Federico I y a partir de la década de 1730 comenzaron a cobrar gran influencia en la corte y a acaparar el favor del monarca.
Para cobrar mayor protagonismo, estos políticos animaron el crecimiento de las actividades económicas del país, que estaba en marcha debido a la aplicación de las políticas mercantilistas de la burguesía sueca. El movimiento adquirió nuevos aliados en 1734. Gracias a la mediación del embajador francés De Casteja, se logró la adhesión de un sector del ejército que pretendía involucrar a Suecia en la Guerra de Sucesión Polaca. Francia por su parte buscaba en Suecia un aliado contra Rusia. Así se creó el después llamado partido de los sombreros, y fue el primer partido parlamentario en la historia de Suecia.
El partido tuvo objetivos patrióticos y económicos. Fue partidario de una política hostil hacia Rusia, país que había debilitado a Suecia tras la Gran Guerra del Norte; pretendía recobrar el prestigio internacional de Suecia y agilizar el desarrollo económico, sobre todo la industria y el comercio a través de protección aduanal, prominentes subsidios del Estado y facilidades en los créditos bancarios; se buscaba fomentar la inversión a través de estímulos económicos y premios a los empresarios.
Arvid Horn rechazó la guerra en Polonia. El canciller era apoyado por considerables sectores de la población, pero no por un partido organizado. En el parlamento de 1734 Horn logró evitar la confrontación internacional por encima de los sombreros, pero en la etapa intermedia entre el siguiente parlamento el partido logró levantar, en parte gracias al apoyo de Francia, una agitación popular que logró la adhesión de gran parte de la nobleza y de sectores populares. El asesinato del diplomático sueco Malcolm Sinclair en 1739 a manos de los rusos fortaleció a los sombreros e hizo más enérgica su demanda hacia una guerra contra Rusia.

## Lossombrerosllegan al poder
El partido tomó entonces el nombre de los sombreros, en alusión al sombrero tricorne utilizado por los militares y en clara referencia a sus intenciones bélicas hacia Rusia. Los opositores fueron identificados por los propios sombreros como timoratos y en oposición al sombrero tricorne, se les adjudicó el nombre de gorros de dormir (posteriormente fueron conocidos como el Partido de los gorros, en sueco Mösspartiet o mössorna). Tras la asamblea parlamentaria de 1738, los sombreros lograron en la Casa de los Caballeros el apoyo de la mayor parte de la nobleza, mientras que por medio de comisiones del partido se consiguió ganar el respaldo de la mayoría de la burguesía. El partido logró gran organización a través de una firme disciplina. Entró en confrontación con Horn, cuyos partidarios fueron poco a poco eliminados del Consejo.
La guerra contra Rusia se inició en 1741 y tras acontecimientos desastrosos para Suecia, la paz se firmó en 1743. El prestigio de los sombreros se vio seriamente afectado y el partido fue amenazado con ser derribado de la predominancia en el parlamento en 1742 y 1743. Sin embargo, la dirección del partido optó por desviar la atención hacia otro tema: la sucesión en el trono, donde se enfrentó a los gorros por la cuestión de la elección de Adolfo Federico de Holstein-Gottorp como heredero. Los campesinos de Dalecarlia se levantaron contra los sombreros en protesta por medidas económicas que les eran desfavorables y marcharon hacia Estocolmo. La rebelión de Dalecarlia resultó redituable para el partido, pues ante el temor de que los campesinos ocupasen el poder, la nobleza y la burguesía hicieron frente común con los sombreros, se aplastó al movimiento y el desastre de la guerra contra Rusia quedó relegado. No obstante, algunos miembros del partido fueron castigados con la muerte por la mala administración de la guerra.
En el parlamento de 1746 y 1747, los sombreros consiguieron una aplastante derrota sobre sus opositores y pronto intentarían hacerse del control, de manera secreta, del Consejo. En ese entonces, el Consejo Real era el encargado de gobernar en el período entre las asambleas parlamentarias, y fungía como una especie de poder ejecutivo, sus miembros eran vitalicios y sólo podían ser destituidos por haber cometido algún delito.
Con la ausencia de varios miembros del consejo, que habían obtenido descanso en la Navidad de 1746, algunos consejeros partidarios de los sombreros propusieron deliberar y, presionando a los representantes del clero, aprobaron varias propuestas de reformas enviadas por el partido desde el parlamento. Así, se logró aumentar la permanencia del partido en el poder por más de una década y eliminar a varios opositores en el Consejo. Ante ese golpe que escandalizó a la oposición, los gorros decidieron buscar apoyo en Rusia. Los sombreros entonces se presentaron como defensores de la independencia y de la libertad. Cuando Adolfo Federico se convierte en rey en 1751, se rompe la alianza entre la monarquía y el partido, al negarse este último a delegar parte de su gran poder en el soberano. Durante la década de 1750, los sombreros fueron la resistencia contra la monarquía y el recién creado Partido de la corte (en sueco Hovpartiet), de tendencias monárquicas.
Después de la fallida revolución de 1756 en la que se pretendía el regreso de la monarquía absoluta, los sombreros alcanzaron su mayor fuerza en el gobierno. Se continuó la alianza con Francia, pero los planes de conquista que anteriormente albergaba el partido fueron sustituidos por el deseo de incrementar la seguridad del país, principalmente la fortificación de Finlandia y la creación de una poderosa flota. Junto con el desarrollo económico vino también un florecimiento de la cultura en el país.

## Decadencia
Desde finales de la década de 1750 comenzó a notarse el ocaso político del partido. La principal causa fue la llamada Guerra de Pomerania (1757-1762), que Suecia como aliada de Francia entabló contra Prusia. La guerra minó seriamente las finanzas, disminuyó la popularidad del partido y comenzaron las divisiones dentro del mismo. En esos años cobraron fuerza los opositores al partido, es decir, gorros y corte y en el parlamento de 1760-62 los sombreros perdieron fuerza. En 1763 empezó una crisis en el comercio, que fue devastadora para la economía. En esa situación, gran parte de la población se inclinó hacia los gorros, que se unieron al partido de la corte.
La diplomacia rusa volvió a cobrar relevancia en la lucha partidaria. Aprovechando que Francia estaba imposibilitada de apoyar a los sombreros, los rusos favorecieon a los gorros. En el parlamento de 1765 y 1756, el partido de los sombreros se derrumbó y los gorros accedieron al poder. Entonces los sombreros se aliaron con su antiguo enemigo, el partido de la corte, y así combatir a los gorros. Gracias a esta alianza los sombreros pudieron alcanzar mayoría en el parlamento en 1769; pero en el verano de 1772 nuevamente fueron derrotados por los gorros.
La división en el partido continuó, y un gran número de sus seguidores decidieron unirse en torno a Gustavo III (rey desde 1771) y saludar el golpe de Estado que éste realizó en agosto de 1772. Con Gustavo III, se regresó al absolutismo y se puso fin a la Edad de la Libertad y al predominio de los partidos en la política.